# لوكاس سالاس
لوكاس سالاس (بالإسبانية: Lucas Salas)‏ هو لاعب كرة قدم أرجنتيني في مركز الوسط، ولد في 28 سبتمبر 1994 في سان خوان في الأرجنتين. لعب مع سان مارتين دي سان خوان.

## وصلات خارجية
- لوكاس سالاس على موقع قاعدة بيانات كرة القدم.إي يو (الإنجليزية)
- لوكاس سالاس على موقع Soccerway.com (الإنجليزية)